# Sinan Özkan
Sinan Özkan est un footballeur français et turc né le 22 mars 1986 à Saint-Étienne (France) et évoluant au poste d'attaquant.

## Biographie
Sinan Özkan est formé en France à l'AS St Étienne. 
Il est international espoir turc. Il fait partie des premiers joueurs franco-turc à évoluer en équipe nationale de Turquie. 
Dès sa première saison en Turquie il termine 2e meilleur buteur à 19 ans de la Ligue 2 (avec 12 buts) et se voit transféré pour 800 000 euros dans le club de Vestel Manisaspor.

## Carrière
- Olympique de Saint-Étienne  France
- AS Saint-Étienne  France
- Türk Telekom Ankara  Turquie
- Manisaspor  Turquie
- Samsunspor  Turquie
- Manisaspor  Turquie
- Giresunspor K  Turquie